# Herbert Felixinstitutet
Herbert Felixinstitutet är en oberoende ideell förening som driver, stödjer och uppmuntrar arbete kopplat till migration, entreprenörskap och utveckling. Institutet startades 2006 och finns i Eslöv, dit Herbert Felix kom som flykting under andra världskriget och något år senare lade grunden till sitt livsverk: livsmedelsföretaget Felix. Idag arbetar institutet med att visa hur samhället kan dra nytta av den ökande internationaliseringen och stödja nya företagare. 

## Historia
Herbert Felixinstitutet har hämtat sitt namn från Herbert Felix som kom till Sverige den 4 september 1938, mindre än ett år innan andra världskrigets utbrott. Herbert Felix växte upp i en österrikisk-judisk familj i Znojmo (tyska Znaim) i dåvarande Tjeckoslovakien, och bestämde sig för att fly när nazisterna intog landet. Ett år tidigare hade han gift sig med svenskan Kerstin Cruickshank och tillsammans börjat lägga grunden för hans företag. 